# SN 2010cf
SN 2010cf – supernowa odkryta 9 kwietnia 2010 roku w galaktyce A152321+0219. W momencie odkrycia miała maksymalną jasność 18,20m.